# Mitrovica
Mitrovica (en albanès: Mitrovica o Mitrovicë, en serbi: Косовска Митровица, transcrit: Kosovska Mitrovica), és una ciutat i un municipi del nord de Kosovo. Assentada a la vora dels rius Ibar i Sitnica, la ciutat és el centre administratiu del districte de Mitrovica. Des de la fi de la guerra de Kosovo, es troba dividida entre la part sud (de majoria albanesa, amb 96.70%) i la part del nord (de majoria sèrbia, amb 93%).
En 2013, després de la crisi del nord de Kosovo, es va crear el municipi de Mitrovica Nord, de majoria sèrbia, dividint la ciutat en dues unitats administratives.
Segons el cens de 2011, en Mitrovica viuen 84.235 habitants, 71.909 dels quals en el municipi del sud i 12.326 en Mitrovica Nord.

## Religió
El 99,32% de la població total del municipi del sud de Mitrovica (71.422 persones), eren musulmans. Els cristians ortodoxos constituïen l'11 o el 0,02% de la població total del municipi, mentre que els catòlics eren el 42 o el 0,06%.